# Białe Jezioro (gmina Kartuzy)
Białe Jezioro (kaszb. Biôłé Jezoro) – jezioro na Pojezierzu Kaszubskim w powiecie kartuskim (województwo pomorskie), położone obok Ucisk. Prowadzi tędy turystyczny Szlak Kaszubski.
Niecałe 300 m na północny wschód od niego znajduje się mniejsze Czarne Jezioro z 3 wyspami.